# Муравьиная (бухта)
Муравьиная — небольшая бухта, представляющая собой постепенно сужающееся к северу окончание Уссурийского залива. Входные мысы: на западе — мыс Геллера, на востоке — мыс Обрывистый. Ширина на входе 4 км.
В верхней части переходит в эстуарии рек Шкотовка, Артёмовка, Кневичанка, Ивнянка. Впадают и другие более мелкие речки и ручьи.
Берега в основном низменные, часто заболоченные. Из-за наносной деятельности реки вода в бухте опреснена, глубины невелики (2—5 м) и зимой бухта замерзает.
На берегу Муравьиной бухты на территории Артёмовского городского округа Приморского края у мыса Черепаха расположилась игорная зона «Приморье» с казино Tigre de Cristal и казино «Шамбала».